# Deutsche Theaterausstellung 1927

Logo der Deutschen Theaterausstellung 1927

Die Deutsche Theaterausstellung 1927 fand in Magdeburg statt. Anlässlich der Ausstellung wurden u. a. die Stadthalle Magdeburg, der Albinmüller-Turm und das Pferdetor errichtet.

## Vorgeschichte

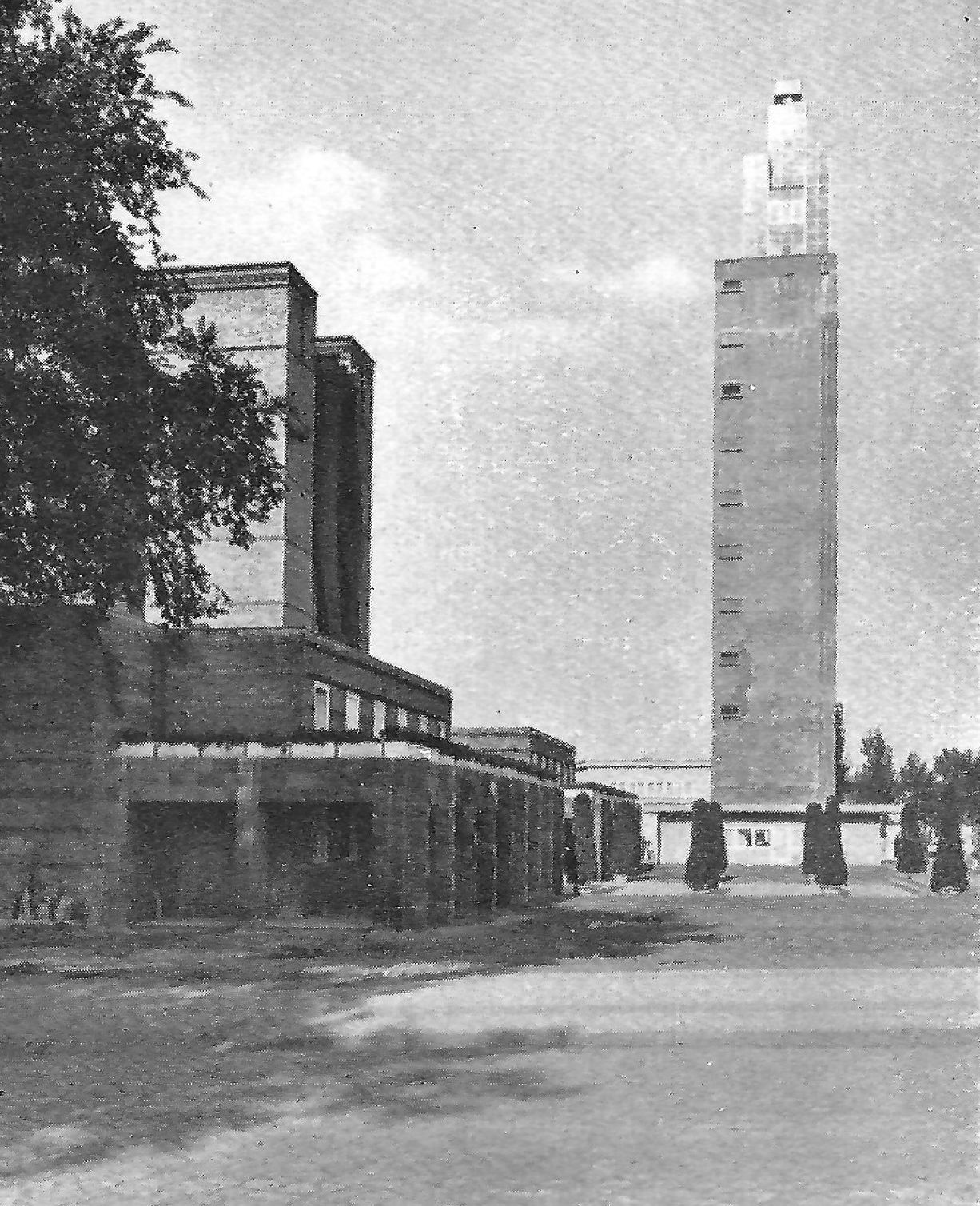
Zur Theaterausstellung errichtete Stadthalle und Ausstellungsturm, 1927

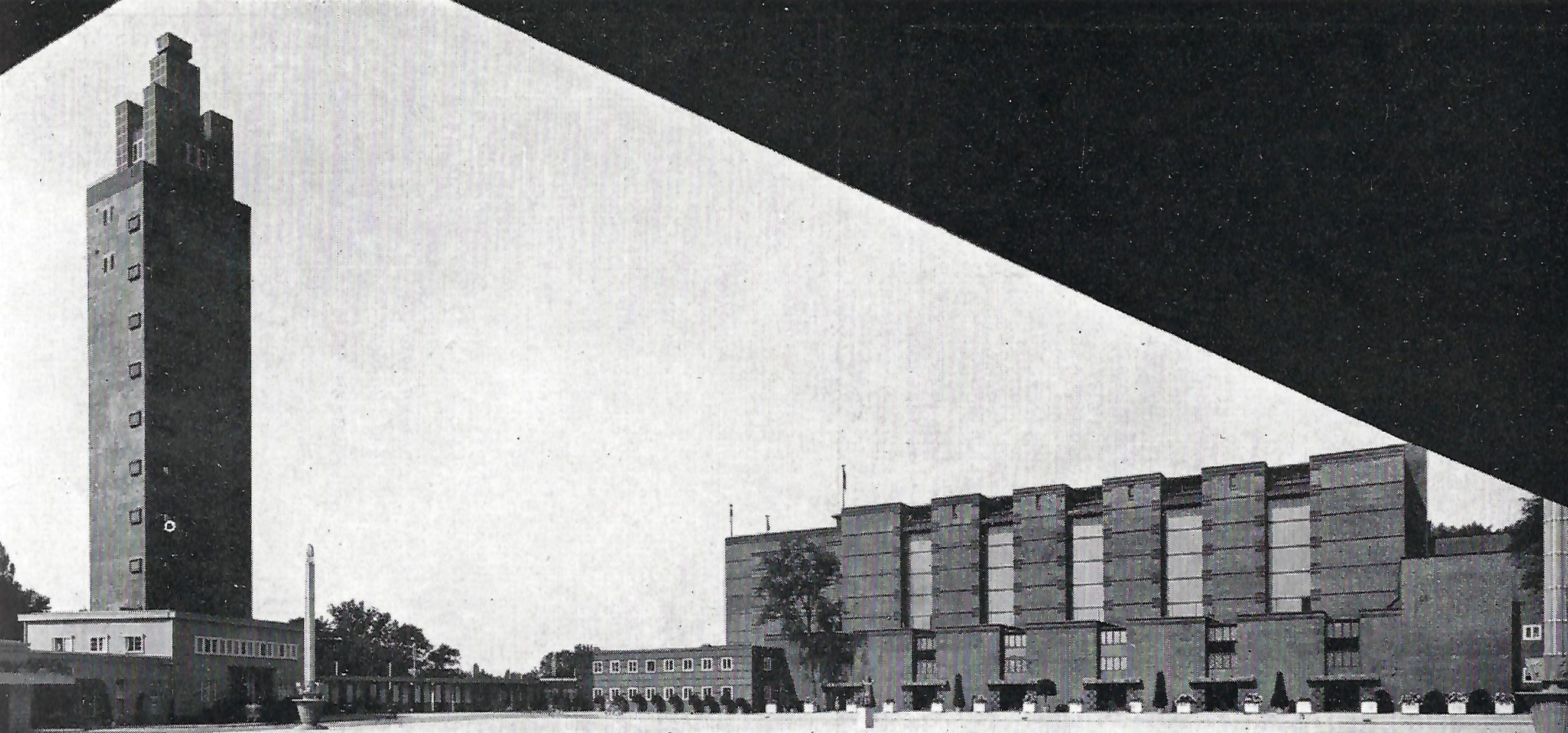
Blick über den Ehrenhof mit Turm und Stadthalle, 1927

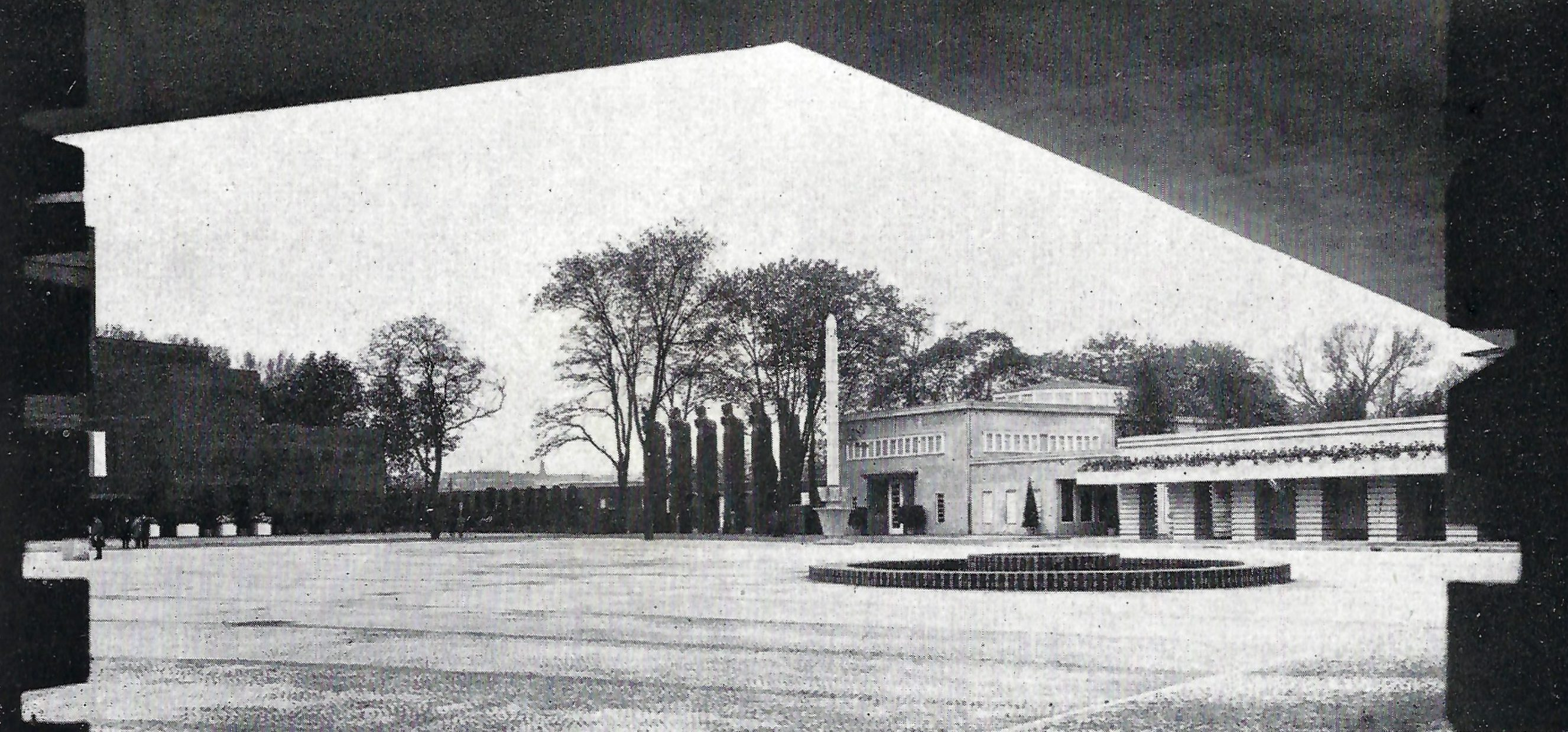
Blick zum Pferdetor, 1927

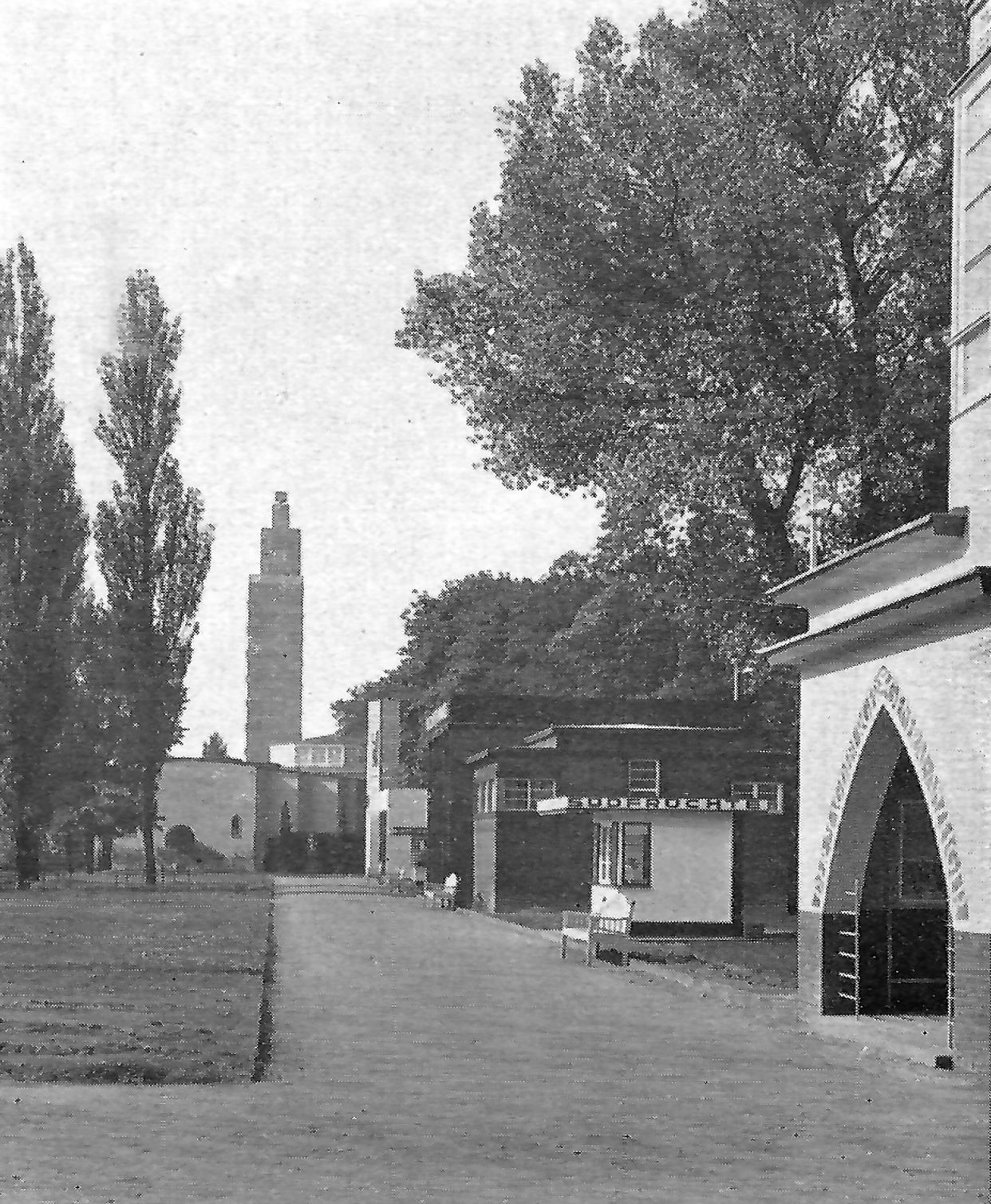
Pavillonstraße der Ausstellung, 1927

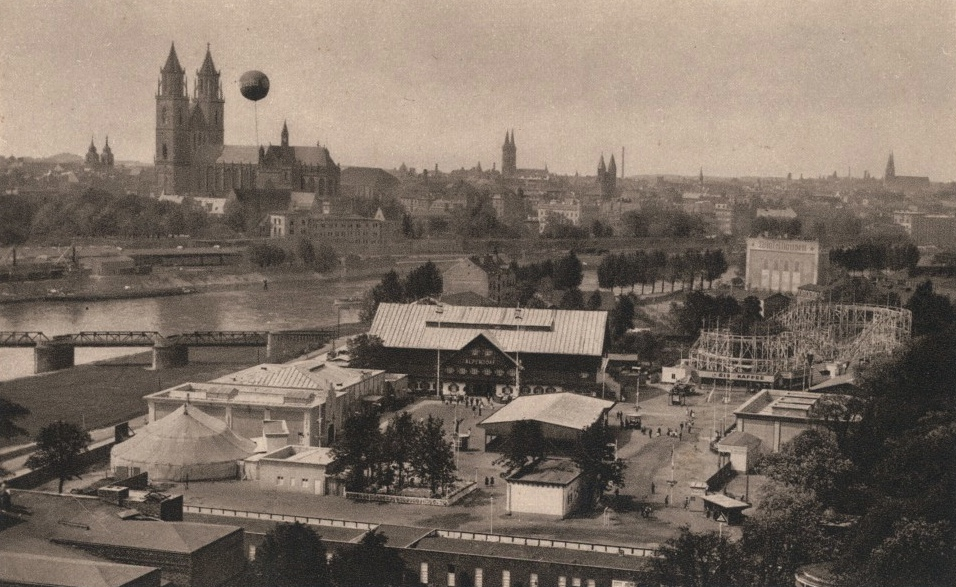
Vergnügungspark

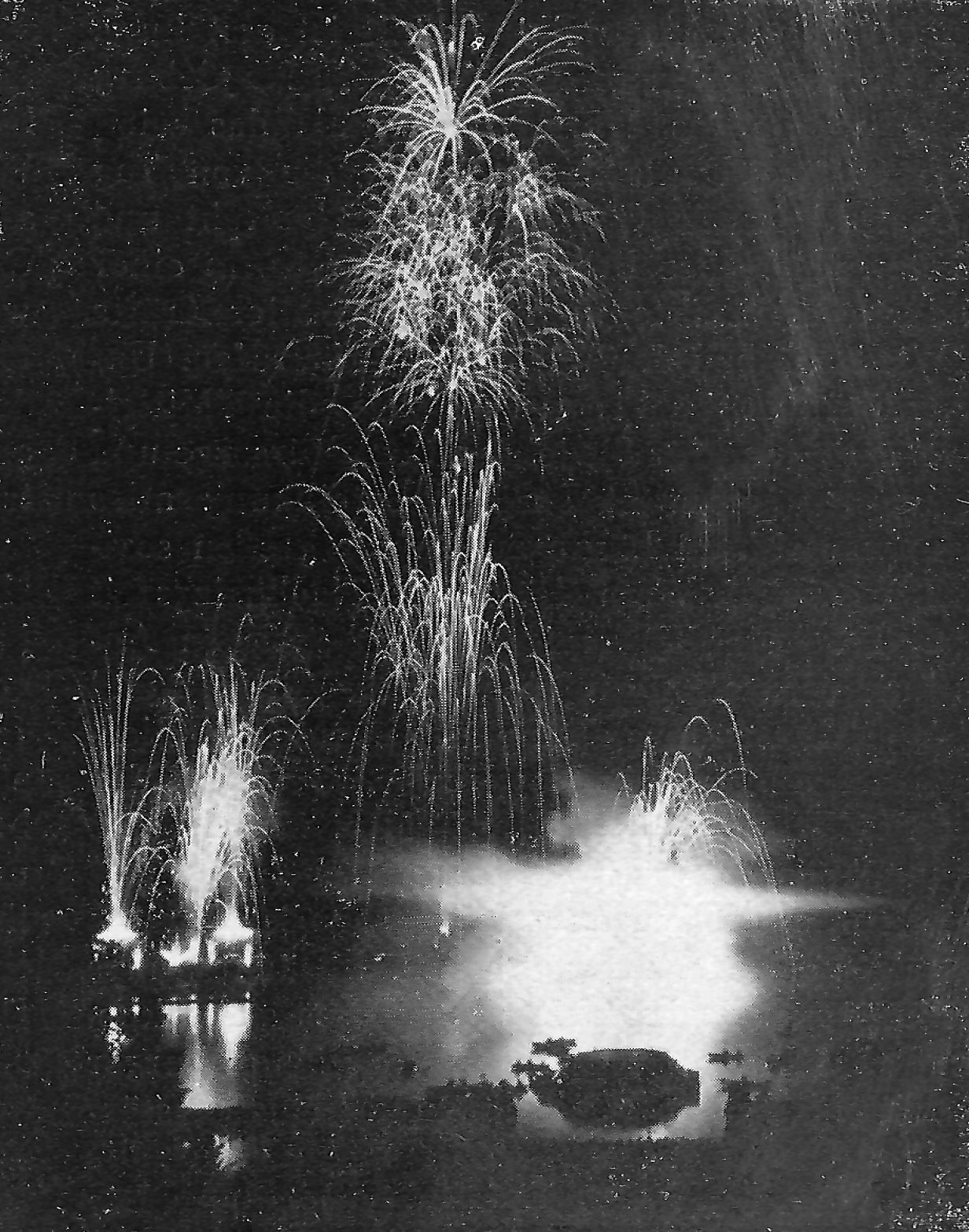
Feuerwerk auf der Ausstellung

Bereits 1892 hatte in Wien eine Theaterausstellung stattgefunden. Die erste Deutsche Theaterausstellung wurde 1910 in Berlin veranstaltet. Die Ausstellung in Magdeburg sollte ursprünglich zum 50. Jubiläum des Stadttheaters Magdeburg 1926 stattfinden, wurde aber wegen der umfangreichen Vorbereitungen um ein Jahr verschoben. Von der Veranstaltung erhofften sich die Magdeburger Stadtväter internationale Anerkennung als Kultur- und Ausstellungsstadt. Magdeburg stand in den 1920er Jahren u. a. durch den ehemaligen Baustadtrat Bruno Taut für Architektur-Moderne, für Siedlungsbau und soziales Bewusstsein beim Bauen. Die Stadt hatte bereits mit der Wiederaufbau-Ausstellung Mitteldeutsche Ausstellung Magdeburg und 1925 mit der großen Reichszuckerausstellung Erfolge als Messe- und Ausstellungsort gefeiert.
Für die Ausstellung wurde im Rotehornpark zwischen Sternbrücke und Adolf-Mittag-See ein Ausstellungszentrum mit Stadthalle, Ausstellungshallen, Versuchsbühne, eine schwimmende Bühne und der 61 Meter hohe Aussichtsturm (heute Albinmüller-Turm) errichtet. Im Fort XII befand sich eine Freilichtbühne. Im nördlichen Teil des Geländes, östlich der Hubbrücke Magdeburg, wurde ein Vergnügungspark mit Achterbahn eingerichtet. Das Ausstellungslogo wurde von Karl Schulpig gestaltet.

## Die Ausstellung
Die Ausstellung begann mit einem Presseball zur Eröffnung der Stadthalle am 28. Mai 1927 und dauerte viereinhalb Monate. Themen der Ausstellung waren das Theaterschaffen der Vergangenheit, im Unterschied zu den Theaterausstellungen in Wien und Berlin vor allem aber das der Gegenwart. Künstler, Kritiker, Theaterdirektoren aus ganz Deutschland besuchten die Ausstellung. Ensembles zeigten Inszenierungen. Ausstellungen und Vorführungen gaben Einblicke in vielfältige Theaterkunst, in Gewerke wie Theatermaler und Kostümbildner, aber auch in Brandschutz und Bühnentechnik. Mehr als 200 Kongresse und Tagungen zu Themen rund um das Theaterleben fanden während der Ausstellung statt. Zu den Gästen zählten u. a. Klaus und Erika Mann und Gustaf Gründgens. Die Gesamtzahl der Besucher ist nicht überliefert. Als Organ der Ausstellung wurde die Zeitschrift Die Vierte Wand herausgegeben.
Die Erwartungen der Veranstalter wurden erfüllt, die internationale Presse berichtete lobend über die Veranstaltung.
Die Deutsche Theaterausstellung 1927 in Magdeburg war (bisher) die letzte ihrer Art.
Bereits während der Ausstellung gab es Bestrebungen, das umfangreiche Material der Ausstellung dauerhaft der Öffentlichkeit zugänglich zu machen. Die Ausstellung gab somit den Anstoß zur Gründung des Theatermuseums Berlin, das 1929 eröffnet wurde.

## Gebäude
Die für die Ausstellung errichteten Gebäude wurden im Zweiten Weltkrieg mehr oder weniger stark beschädigt, die Ausstellungshallen, die Versuchsbühne und die Pavillons an der Sternbrücke zerstört. Stadthalle, Albinmüller-Turm, Pferdetor und Springbrunnen wurden wieder aufgebaut bzw. restauriert.

## Erinnerung
Zum 85. Jubiläum wurde in Magdeburg mit mehreren Veranstaltungen an die Theaterausstellung erinnert. Die Ausstellung Szenen einer Ausstellung – 85 Jahre Deutsche Theater-Ausstellung Magdeburg 1927 wurden an mehreren Orten der Stadt gezeigt. Im Rotehornpark wurden großformatige Fotos der seinerzeitigen Veranstaltungsorte aufgestellt. Außerdem wurden Stücke aus der Zeit der Ausstellung aufgeführt. Auch zum 90-jährigen Jubiläum wurde eine Ausstellung veranstaltet.